# Tuca and Bertie
Tuca and Bertie, stylisé « Tuca & Bertie », est une sitcom animée pour adultes américaine créée par Lisa Hanawalt et diffusée pour la première fois le 3 mai 2019 sur Netflix.
C’est la première série animée pour adultes de Netflix créée par une femme. 
En juillet 2019, la série est annulée après une seule saison, mais, en mai 2020, Adult Swim en commande une seconde, dont la diffusion débute le 13 juin 2021.

## Synopsis
La série décrit l’amitié entre deux oiselles trentenaires qui vivent dans le même immeuble : Tuca, une toucan toco insouciante et Bertie, une grive musicienne rêveuse,,,. Alors que de nombreuses œuvres de fiction autour d’une amitié féminine montrent un changement majeur dans la vie d’une des protagonistes et son impact sur leur relation, Tuca & Bertie décrit la vie courante des deux amies, le seul changement majeur étant leur séparation dans deux appartements différents,,.

## Distribution
- Tiffany Haddish (VFB : Fanny Dreiss ; VQ : Pascale Montreuil) : Tuca
- Ali Wong (VFB : Cathy Boquet ; VQ : Véronique Marchand) : Bertie
- Steven Yeun (VFB : Alessandro Bevilacqua ; VQ : Martin Watier) : Speckle, petit-ami de Bertie
- Richard E. Grant (VFB : Gilles Poncelet ; VQ : François Sasseville) : Holland
- John Early (VFB : Fabian Finkels ; VQ : Nicolas Charbonneaux-Collombet) : Dirk
- Reggie Watts (VFB : Jean-François Rossion ; VQ : Alain Zouvi) : Pastry Pete
- Awkwafina (VFB : Marie-Line Landerwijn ; VQ : Catherine Proulx-Lemay) : la poitrine de Bertie
- Michelle Dockery (VFB : Marie-Line Landerwijn ; VQ : Annie Girard) : Lady Netherfield
- Jenifer Lewis (VFB : Nathalie Hons ; VQ : Mélanie Laberge) : tante Tallulah
- Tig Notaro (VFB : Carole Baillien ; VQ : Aline Pinsonneault) : Docteur Sherman
- Amber Ruffin (VFB : Marie Braam ; VQ : Marika Lhoumeau) : Dakota avec un Y
- Laverne Cox (VFB : Rosalia Cuevas ; VQ : Émilie Bibeau) : Ebony Black
- Tessa Thompson (VFB : Sophie Frison ; VQ : Ludivine Reding) : Sophie Black
- Jane Lynch (VFB : Carole Baillien ; VQ : Rose-Maïté Erkoreka) : Meredith Maple
- Isabella Rossellini (VFB : Rosalia Cuevas ; VQ : Flora Balzano) : Pat
- Taraji P. Henson (VFB : Marie-Line Landerwijn ; VQ : Stéfanie Dolan) : Terry

## Production

### Développement
Le 20 février 2018, il est annoncé que Netflix a commandé la production d’une première saison de dix épisodes. La série est créée par la dessinatrice Lisa Hanawalt, qui est chargée de la production exécutive aux côtés de Raphael Bob-Waksberg, de Noel Bright, de Steven A. Cohen et de Tiffany Haddish. Les sociétés de production impliquées dans la série incluent The Tornante Company et ShadowMachine,,. Le 14 mars 2019, Netflix annonce que la série sera diffusée à partir du 3 mai.
En juillet 2019, Netflix annule la série,. Le 22 mai 2020, la chaîne américaine Adult Swim annonce la commande d’une seconde saison de dix épisodes, prévue pour une première diffusion le 13 juin 2021,,.

### Attribution des rôles
En même temps que l’annonce initiale de la série, Tiffany Haddish est désignée pour le personnage principal de Tuca. Le 7 mai 2018, Ali Wong est annoncée comme ayant été choisie pour la voix de Bertie. En mars 2019, il est annoncé que Steven Yeun a été sélectionné pour la série, avec Nicole Byer, Richard E. Grant, John Early, Reggie Watts, Tig Notaro, Amber Ruffin, Jermaine Fowler, et Tessa Thompson.

### Fiche technique
- Titre original : Tuca & Bertie
- Création : Lisa Hanawalt
- Casting : Linda Lamontagne
- Musique : Jesse Novak (en)
- Sociétés de production : The Tornante Company et ShadowMachine
- Pays d'origine :  États-Unis
- Langue originale : anglais
- Format : couleur – 16:9
- Genre : sitcom animée pour adultes
- Nombre de saisons : 2
- Nombre d'épisodes : 10
- Durée : 26 minutes
- Dates de première diffusion : 3 mai 2019[11]

## Univers de la série

### Personnages
- Tuca : un toucan toco, la meilleure amie de Bertie, qui occupe des emplois divers et qui compte souvent sur sa riche tante Tallulah pour obtenir un soutien financier.
- Bertie : une grive musicienne, la meilleure amie de Tuca, analyste chez Conde Nest.
- Speckle : un robin, le petit ami architecte de Bertie.
- Holland : un geai bleu, patron bien intentionné mais inconscient de Bertie chez Conde Nest.
- Dirk : collègue coq misogyne de Bertie chez Conde Nest.
- Pastry Pete : un manchot chef pâtissier accompli qui prend Bertie en tant qu'apprenti.
- Lady Netherfield : la vedette de la série télévisée préférée de Bertie « Les Nids de Netherfield. »
- tante Tallulah : la riche tante de Tuca qui la soutient financièrement.
- Docteur Sherman : une médecin spécialiste des flamants roses.
- Dakota avec un Y : une jeune canari naïve qui vient travailler pour Pastry Pete.
- Ebony Black : un corbeau agent du Centre de Sex Bug Control.
- Sophie Black : la fille adulte d’Ebony Black qui est venue travailler pour elle après avoir quitté l’école de commerce.
- Meredith Maple : un touraco à huppe rouge, ancienne entraîneuse de natation de Bertie.
- Pat : un hibou, femme de Meredith.
- Terry : la sœur de Tuca.

## Réception
Tuca & Bertie a été salué par la critique américaine, et décrit comme l’une des meilleures nouvelles séries de 2019,.